# Vlachovice (district de Zlín)
Pour les articles homonymes, voir Vlachovice.
Vlachovice (en allemand : Wlachowitz) est une commune du district et de la région de Zlín, en Tchéquie. Sa population s'élevait à 1 472 habitants en 2020.

## Géographie
Vlachovice se trouve à 5 km au nord-ouest de Brumov-Bylnice, à 24 km au sud-est de Zlín, à 98 km à l'est de Brno et à 274 km au sud-est de Prague.
La commune est limitée par Újezd et Vlachova Lhota au nord, par Křekov et Brumov-Bylnice à l'est, par Štítná nad Vláří-Popov au sud, par Bohuslavice nad Vláří au sud-est et par Slavičín, Lipová et Haluzice à l'ouest.

## Histoire
La première mention écrite du village date de 1261.
Le quartier de Vrbětice a subi en 2014 des explosions dans des dépôts de munitions, qui ont tué deux personnes et fait évacuer plusieurs centaines de riverains.

## Administration
La commune se compose de deux quartiers :
- Vlachovice
- Vrbětice

## Transports
Par la route, Vlachovice se trouve à 6 km de Valašské Klobouky, à 31 km de Zlín, à 119 km de Brno et à 332 km de Prague.